# تيا كاريري
تيا كاريري (بالإنجليزية: Tia Carrere) واسمها الحقيقي ألثيا راي جانايرو (بالإنجليزية: Althea Rae Janairo) واسمها الفني تيا كاريري وهي ممثلة و عارضة أزياء ومؤدية صوت ومغنية أمريكية ولدت في يوم 2 يناير 1967 في مدينة هونولولو في ولاية هاواي في الولايات المتحدة مثلت في فلم واين وورد 1 وواين وورد 2.

## روابط خارجية
- تيا كاريري على موقع IMDb (الإنجليزية)
- تيا كاريري على موقع ميتاكريتيك (الإنجليزية)
- تيا كاريري على موقع روتن توميتوز (الإنجليزية)
- تيا كاريري على موقع قاعدة بيانات الأفلام العربية
- تيا كاريري على موقع ألو سيني (الفرنسية)
- تيا كاريري على موقع ميوزك برينز (الإنجليزية)
- تيا كاريري على موقع تيرنر كلاسيك موفيز (الإنجليزية)
- تيا كاريري على موقع أول موفي (الإنجليزية)
- تيا كاريري على موقع قاعدة بيانات الأفلام السويدية (السويدية)
- تيا كاريري على موقع إن إن دي بي (الإنجليزية)